# Грайфе, Герман
Герман Грайфе (также Грейфе, 27 октября 1902—1945) — историк и интеллектуал из российских немцев, один из видных нацистских советологов.

## Биография
Герман Грайфе (также в старой транслитерации Грейфе) — уроженец Москвы, сын Эрнста Андреевича Грейфе — инженера-механика, выпускника и преподавателя Императорского Московского технического училища, учредившего техническую контору «Грейфе и Эйнер», затем директора Товарищества Бутырского чугунолитейного и механического завода. После начала Первой мировой войны Эрнст Андреевич был уволен с должности и в 1921 г. вместе с семьёй эмигрировал в Германию.
Герман получил гимназическое образование в Москве. С 1923 года, с момента основания, состоял в штате Русского научного института в Берлине. До 1925 года изучал сельское хозяйство, по которому защитил диплом. В 1932 г. вступил в НСДАП (партийный билет 290 444).
В 1933 г. Грайфе защитил кандидатскую (по молочному хозяйству), а в июне 1938 г. — докторскую диссертацию на философском факультете Кёнигсбергского университета на тему «Научное изучение марксизма и большевизма», причем консультантом докторской диссертации стал известный своими антисемитскими и антисоветскими взглядами Болько фон Рихтгофен.

## Карьера при нацистах
С 1933 г. доцент Высшей немецкой школы политики в Берлине. С именем Грайфе, приверженца национал-социалистической идеологии, связаны перестановки в немецких высшей школе и экспертном сообществе. Так, Грайфе занял университетское место самого заметного специалиста по Восточной Европе и России Отто Гётцша (1876—1946) — либерала, который был силой уволен со своего поста. Эта история началась со скандала, который устроил Грайфе, подав на имя декана в Берлинском университете заявление о том, что под руководством Гётцша польский еврей Галлер пишет работу о положении евреев в СССР, явно не соответствующую линии НСДАП.
Карьера Грайфе тем временем развивалась. Начав сотрудничать в Антикоминтерне (пропагандистской структуре под эгидой Имперского министерства пропаганды) в качестве ассистента главы организации, Адольфа Эрта, Грайфе с июля 1934 г. был членом Попечительского объединения, а с ноября 1934 по ноябрь 1936 гг. — руководителем Института по научному исследованию СССР, занимавшегося сбором военной информации (разведкой) по открытым источникам и обладавшем обширной библиотекой периодики Советского Союза.
Оттуда он перешел во входивший в структуру СД Институт по изучению стран восточной Европы (Ванзее-Институт), где в 1936—1937 гг. был управляющим делами, а с сентября 1938 по 1940 гг. — заместителем по научной работе директора института Михаила Ахметели.
За время работы в этих мозговых центрах Грайфе создал ряд работ, посвященных идеологии и политической философии Советского Союза, а также истории советской государственности и ряда сюжетов современной ему советской реальности.
В 1937 году выпустил автор резко антисемитскую и антисоветскую книгу «Концентрационные лагеря в Советском Союзе под управлением евреев» (1937), впоследствии неоднократно переиздававшуюся под названием «Рабский труд в СССР».
11 сентября 1938 г. вступил в СС (номер 997 868) унтерштурмфюрером, к концу жизни имел чин оберштурмбаннфюрера.
В 1940—1943 гг. доцент этнологии и страноведения факультета по изучению заграницы Берлинского университета, также руководил семинаром по СССР.

## Во время войны
В годы войны был консультантом лагеря подготовки пропагандистов Дабендорф, работавшего с военнопленными и перебежчиками с целью их привлечения в ряды т. н. Русского освободительного движения.
В конце войны руководил службой пропаганды «Винета» Отдела «Восток» Имперского министерства пропаганды

## Сочинения
- Die Verschleißspanne bei Trinkmilch unter besonderer Berücksichtigung der Einwirkungsmöglichkeiten des Reichsmilchgesetzes. Berlin, 1933.
- Sowjetforschung. Berlin: Nibelungen-Verl., 1936.
- Zwangsarbeit in der Sowjetunion. Berlin: Nibelungen-Verl., 1936 (брошюра, многократно переиздавалась) -> Рабский труд в Советской России, 1937. Русский перевод: июнь 2015, PDF.
- Die Klassenkampfpolitik der Sowjetregierung. Berlin: Nibelungen-Verl., 1937 (переиздавалась).
- Ist eine Entwicklung der Sowjetunion zum nationalen Staat möglich? Berlin: Junker und Dünnhaupt, 1939.
- Bolschewismus und Staat. Berlin: Junker und Dünnhaupt, 1942.